# Fifth Third Bank Stadium
Fifth Third Bank Stadium – wielofunkcyjny stadion znajdujący się w Kennesaw w Stanach Zjednoczonych, służący przede wszystkim do rozgrywania spotkań piłki nożnej, a także innych imprez masowych – w tym koncertów i meczów rugby union, lacrosse i futbolu amerykańskiego.

## Obiekt
Oficjalne otwarcie wybudowanego kosztem 16,5 miliona USD stadionu nastąpiło 2 maja 2010 roku. Na jego trybunach może zasiąść 8300 widzów, podczas koncertów pojemność obiektu zwiększa się do 16 000 osób, natomiast jego infrastruktura obejmuje również cztery szatnie dla zawodników, dwanaście prywatnych lóż, dwa pomieszczenia dla prasy i pokój do wywiadów, wszystko objęte dostępem do Wi-Fi. Wchodzi on w skład 88-akrowego kompleksu ukończonego w kwietniu 2013 roku, który zawiera również inne boiska, bieżnie, jezioro oraz tereny rekreacyjne.
Stadion został wybudowany w systemie partnerstwa publiczno-prywatnego pomiędzy Kennesaw State University a Atlanta Beat. Prawa do nazwy stadionu wykupił Fifth Third Bank – podpisana w lutym 2013 roku dziesięcioletnia umowa opiewała na pięć milionów dolarów.

## Sport
Jest stadionem domowym uniwersyteckich drużyn Kennesaw State Owls, wykorzystywanym przez żeńskie zespoły piłki nożnej (od sierpnia 2010 roku) i lacrosse (od marca 2013 roku). W latach 2016–2018 domowe spotkania rozgrywał tam w lidze Major League Lacrosse półprofesjonalny zespół Atlanta Blaze przed przenosinami do Atlanty i późniejszym rozwiązaniem.
W 2009 roku rozpoczęto studia nad uruchomieniem programu futbolu amerykańskiego na uniwersytecie, w lutym 2013 roku potwierdzono jego rozpoczęcie, a uniwersytecka drużyna zadebiutuje na stadionie w rozgrywkach Big South Conference NCAA Division I w 2015 roku. Pierwszy mecz w tej dyscyplinie sportu odbył się we wrześniu 2013 roku.
Ze stadionu w rozgrywkach Women’s Professional Soccer korzystała drużyna piłki nożnej Atlanta Beat, która na jego inaugurację 9 maja 2010 roku podejmowała Sky Blue FC. Dodatkowo w tym samym roku obiekt gościł mecz gwiazd tej ligi. Również w 2010 roku odbyły się na nim międzypaństwowe mecze z udziałem żeńskich reprezentacji USA i Chin oraz męskich z Gwatemali i Gujany, a także turniej dla reprezentacji U-20. Był domowym stadionem zespołu rezerw występującego w Major League Soccer klubu Atlanta United FC, a okazjonalnie rozgrywała tam mecze także pierwsza drużyna.
W latach 2014–2016 odbywały się na nim żeńskie turnieje rugby 7, USA Women’s Sevens, wchodzące w skład World Rugby Women’s Sevens Series, mecz męskich reprezentacji USA i Urugwaju będący amerykańską kwalifikacją do Pucharu Świata w Rugby 2015, a także inne testmecze.